# Eritrosio
L'eritrosio è uno zucchero a quattro atomi di carbonio.
L'eritrosio è il tetroso degli aldosi. Il suo diastereomero è il treosio.